# Supra A 8
Supra A 8 G 1 i G 2 – kamery filmowe przystosowane do formatu DS-8 produkcji Czechosłowackiego przedsiębiorstwa Meopta wytwarzane od 1968.
Kamery charakteryzowały się następującymi parametrami (wersja G 1):
- film ładowany na szpulach dziennych o pojemności 10 metrów bieżących (długość taśmy użytecznej była podwójna),
- częstotliwość zdjęć: 18 klatek na sekundę,
- bieg poklatkowy,
- obiektyw: Mirar 2,8/12,5 mm, niewymienny, fix-focus,
- nasadka szerokokątna skracająca ogniskową do 0,65 długości nominalnej,
- nasadka tele wydłużająca ogniskową 2,4 raza,
- napęd sprężynowy,
- celownik lunetkowy bez wyrównania paralaksy,

- wbudowany światłomierz fotoelektryczny,
- półautomatyczne nastawianie przysłony[1].

W wersji G 2 zastosowano w pełni automatyczne ustawianie przysłony i akumulator zasilający automatykę.